# توکارا مونتگومری
توکارا مونتگومری (انگلیسی: Toccara Montgomery؛ زادهٔ ۳۰ دسامبر ۱۹۸۲) کشتی‌گیر اهل ایالات متحده آمریکا است.